# Apochrysa evanida
Apochrysa evanida är en insektsart som beskrevs av Gerstaecker 1894. Apochrysa evanida ingår i släktet Apochrysa och familjen guldögonsländor. Inga underarter finns listade i Catalogue of Life.